# Câprier
Capparis spinosa
Espèce
Classification APG III (2009)

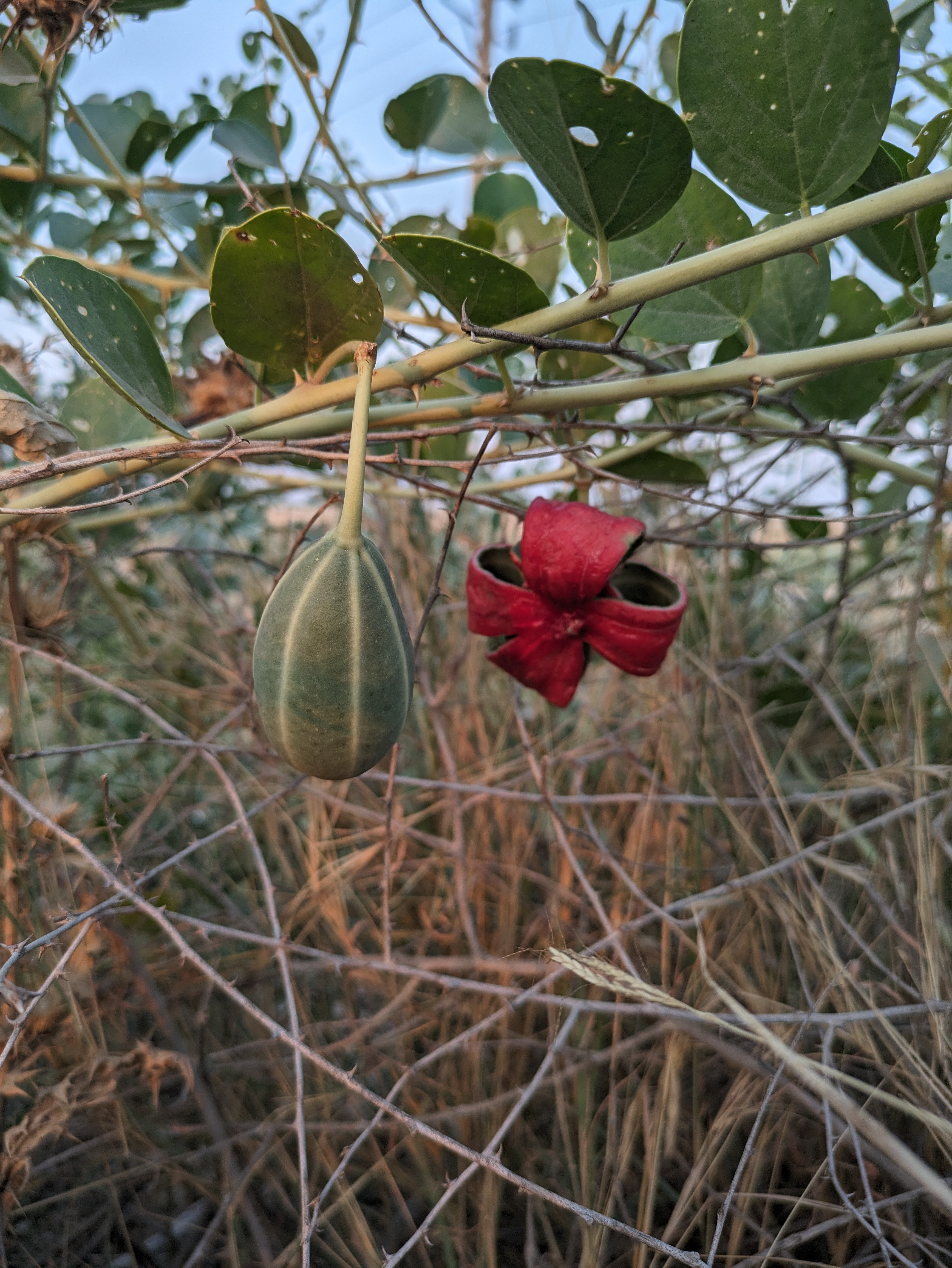
Fruit de capparis spinosa en Behbahan

Le câprier commun ou câprier épineux (Capparis spinosa L.), est une espèce d'arbrisseau méditerranéen de la famille des Capparaceae.
Extrêmement robuste, le câprier pousse sans difficulté dans des sols pauvres et caillouteux. On peut même voir de jeunes câpriers pousser entre les pierres des vieux murs. Ses grandes fleurs, très odorantes, ont une durée de vie très brève (de l'ordre de la journée). 

## Description

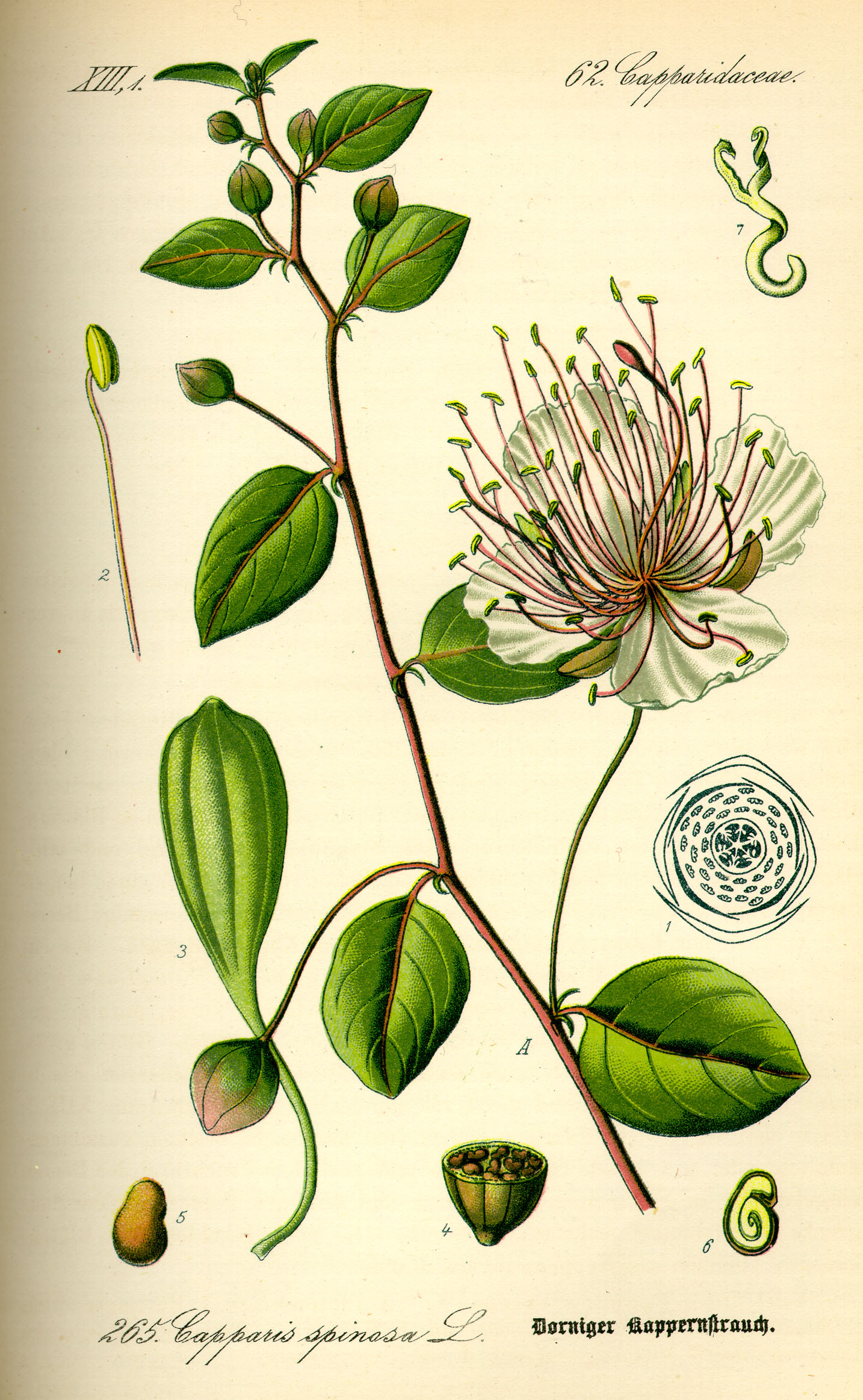
Détails

Il s'agit d'un arbuste à longs rameaux d'un mètre et plus, traînants, grisâtres.
Les feuilles sont alternes, entières, simples, arrondies à ovales, épaisses, vert grisâtre, avec une paire d'épines recourbées à la base.

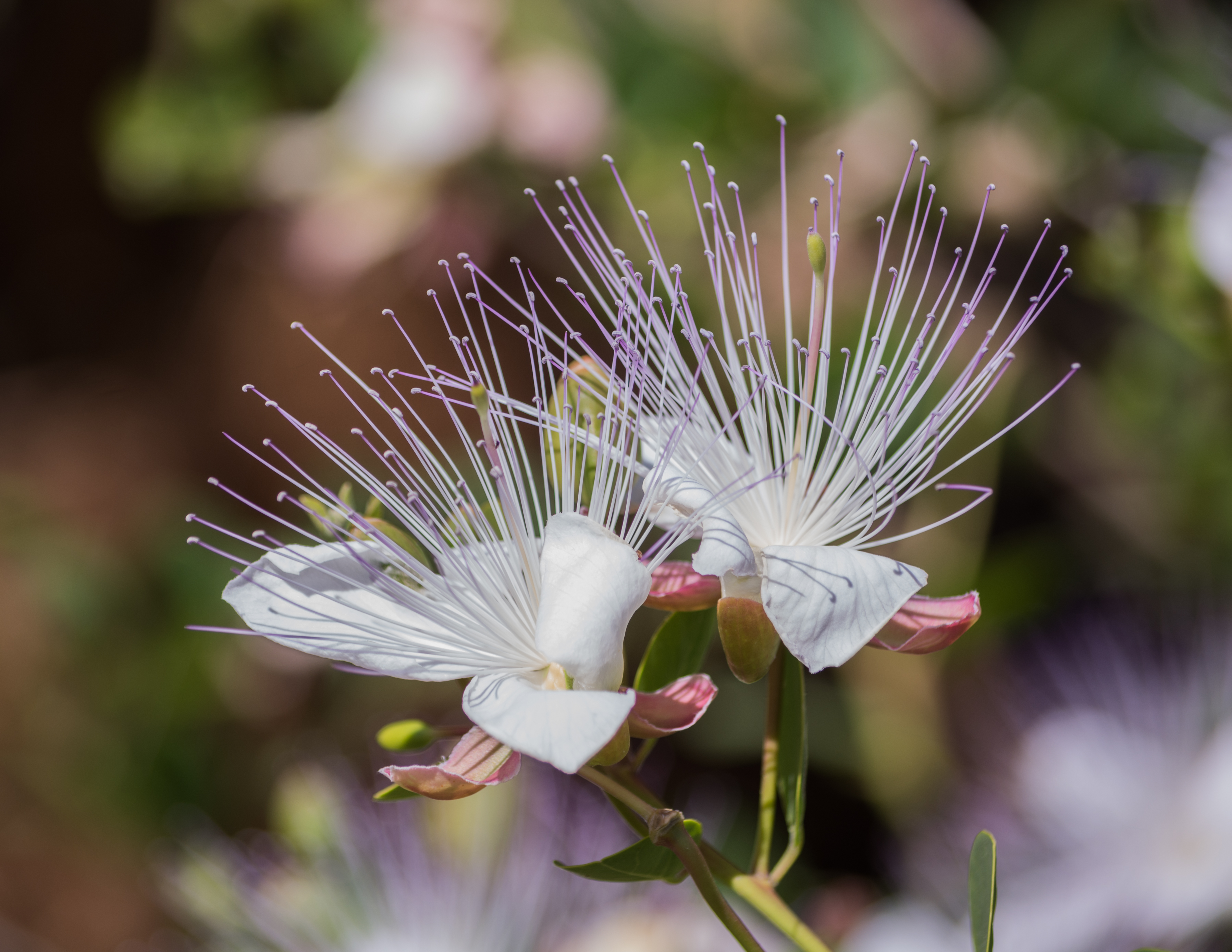
Fleurs de câprier, au parc national de l'Ichkeul, en Tunisie.

Les fleurs sont axillaires et pourvues d'un long et épais pédoncule, blanches, parfois rosées, de 50 à 70 mm. Elles comportent 4 sépales ovales verdâtres, 4 grands pétales obovales blancs rosés et de longues et nombreuses étamines violettes, dépassant la corolle.
Les fruits ovoïdes, les câprons, sont grands et charnus, jusqu'à 50 mm de long, portés par un long pédoncule (le gynophore).

## Répartition
Cette espèce méditerranéenne se trouve depuis les côtes atlantiques des îles Canaries et du Maroc jusqu'à la Mer Noire en Crimée et en Arménie et à la Mer Caspienne en Iran. Elle pousse en Afrique du Nord et de l'Est, Europe méditerranéenne, Asie occidentale. Elle a été naturalisée dans de nombreux pays au climat méditerranéen, comme les États-Unis (Californie) et l'Australie.
En France, on trouve des câpriers sur les murs, rochers et talus bien exposés au soleil, en Provence, en Corse, dans le Languedoc, le Roussillon et la Gironde.
Le câprier est naturellement abondant sur la plupart des îles méditerranéennes, et y a notamment une valeur symbolique sur certains archipels comme Malte et les îles Éoliennes.

## Usage

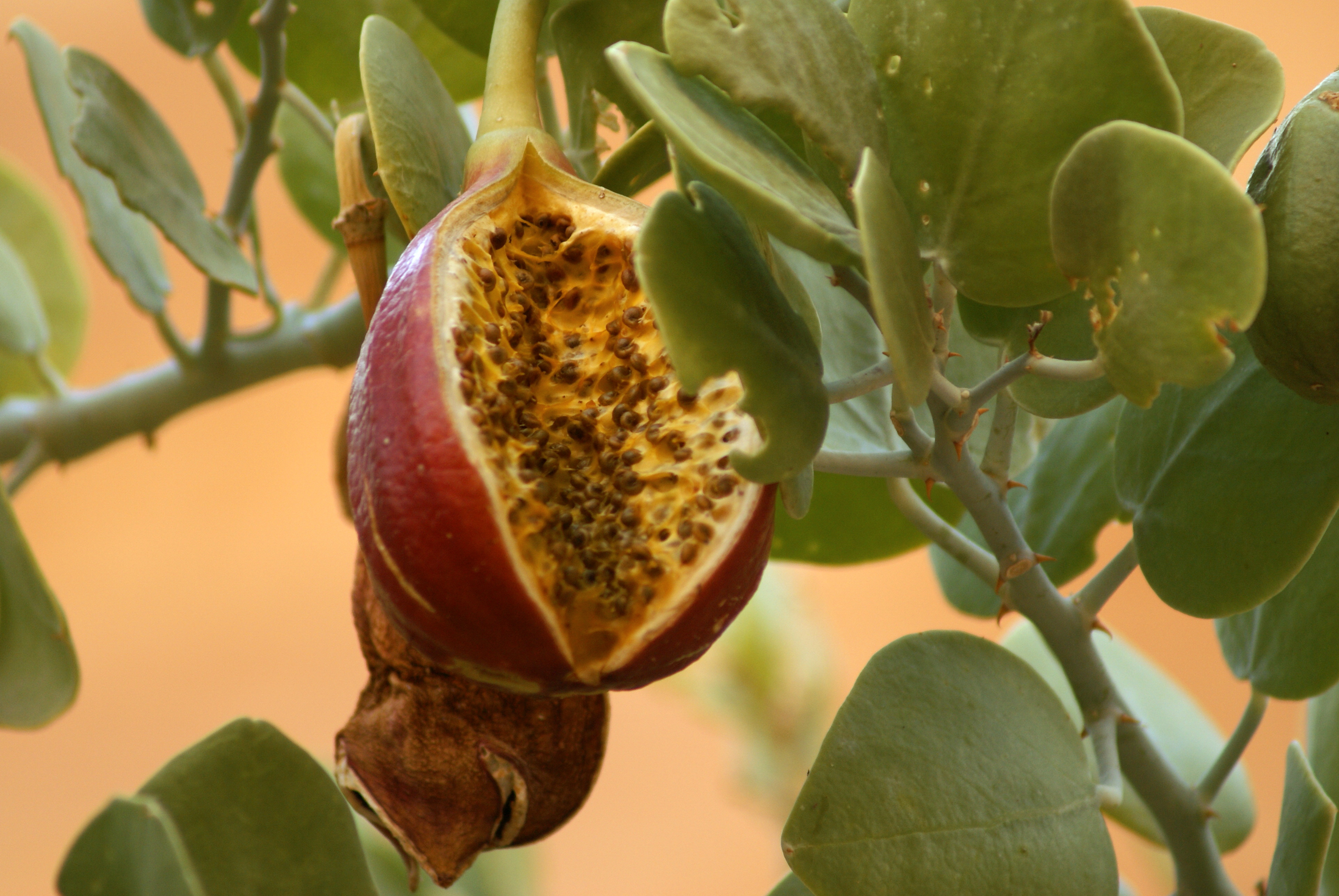
Fruit ouvert de caprier

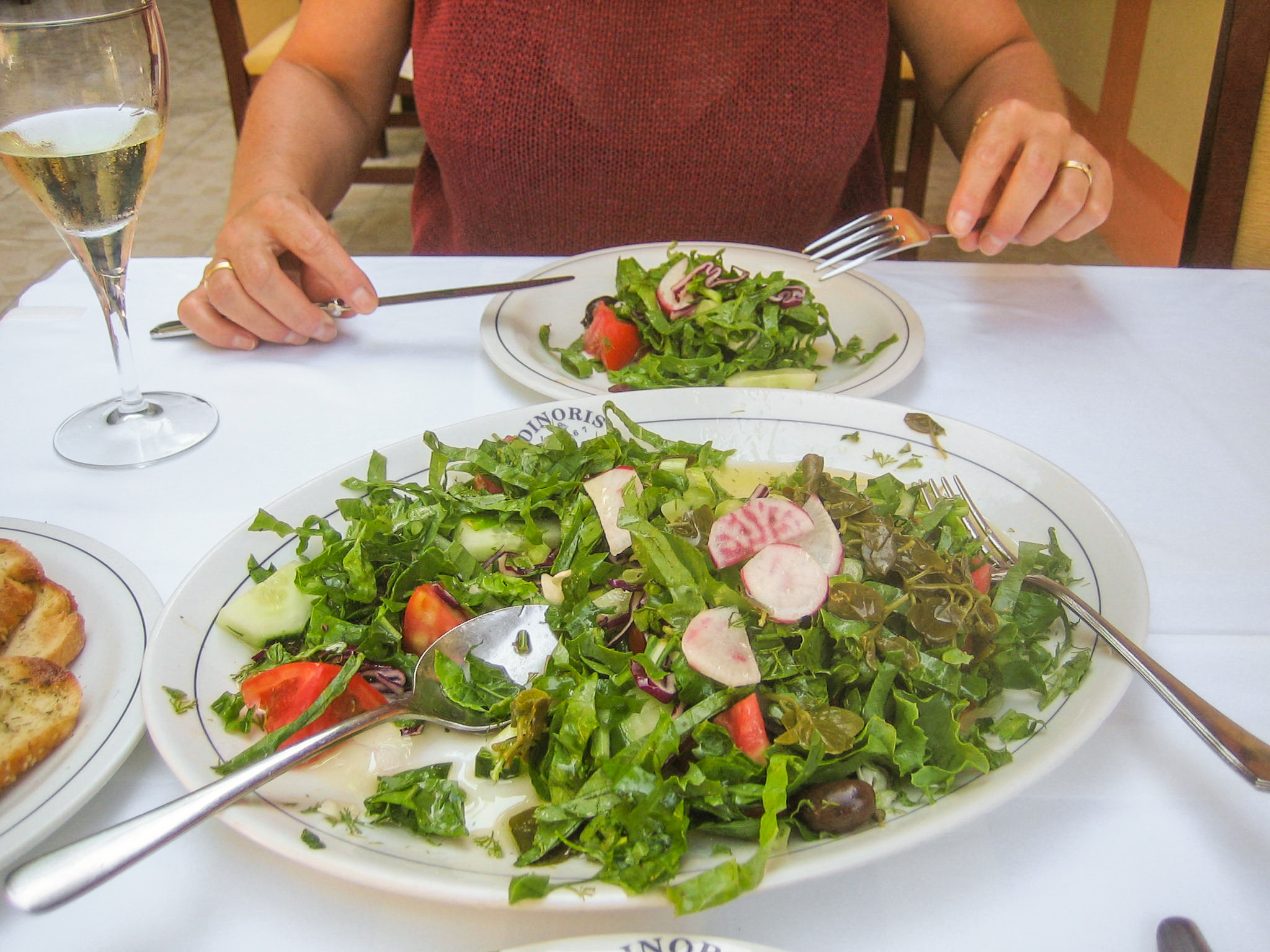
Les feuilles de câprier commun sont utilisées comme salade à Rhodes

Culinaire : Le câprier est cultivé pour ses boutons floraux qui, confits dans le vinaigre, donnent les câpres. À maturité, les boutons donnent un fruit, également utilisé en cuisine. Les câpres sont appréciées dans la cuisine méditerranéenne, particulièrement à Chypre et en Italie. Les câpres entrent dans la composition de la tapenade, relèvent la sauce gribiche ou ravigote, agrémentent les pizzas ou les steaks tartares.
Médicinal : L'écorce des racines est utilisée comme analgésique, pour le traitement des infections gastro-intestinales et comme diurétique. Les écorces sont récoltées en automne et séchées pour un usage ultérieur. Les boutons de fleurs sont utilisés comme laxatif et pour stimuler l'appétit. En usage externe, ils servent à soigner les infections oculaires. Ils servent à la prévention de la cataracte.
Les feuilles, pliées, avec un peu d'eau ou frottées, sont utilisées en usage externe contre les piqûres d'insectes, l'urticaire.
Cosmétique : Un extrait des racines est utilisé pour le traitement des plaques rouges et la faiblesse capillaire.
Jardinage : Il est un très bon répulsif pour les taupes, plantez un pied aux 4 coins de votre potager pour les éloigner de vos cultures[réf. nécessaire].

## Nomenclature et systématique

### Étymologie
Câpre et Capparis viennent du latin capparis, signifiant câpre. Ce mot vient du grec kapparis (κάππαρις), dont l'origine est inconnue. Il est lié au persan kabar et à l'arabe qabbar.
L'adjectif spinosa vient du latin spinosus, épineux.

### Sous-espèces
- Capparis spinosa var spinosa : sous-espèce-type
- Capparis spinosa var inermis : sans épines.
- Capparis spinosa subsp. rupestris.

## Calendrier
Le 22e jour du mois de thermidor du calendrier républicain / révolutionnaire français est dénommé jour du câprier, généralement chaque 9 août du calendrier grégorien.